# Remparts de Fréjus
Les remparts de Fréjus datent du Ier siècle av. J.-C. pour des habitations et de 10 av. J.-C. un domus. Ils ceinturent l'actuelle butte Saint-Antoine à la fois comme mur d'enceinte et de soutènement. Ces murs forment un hexagone dont une partie était autrefois proche du rivage. À l'ouest, les vestiges longent le boulevard Séverin Decuers. À l'est et au sud, il y avait trois portes et trois tours,,. Les remparts sont classés au titre des monuments historiques par arrêté du 12 juillet 1886.

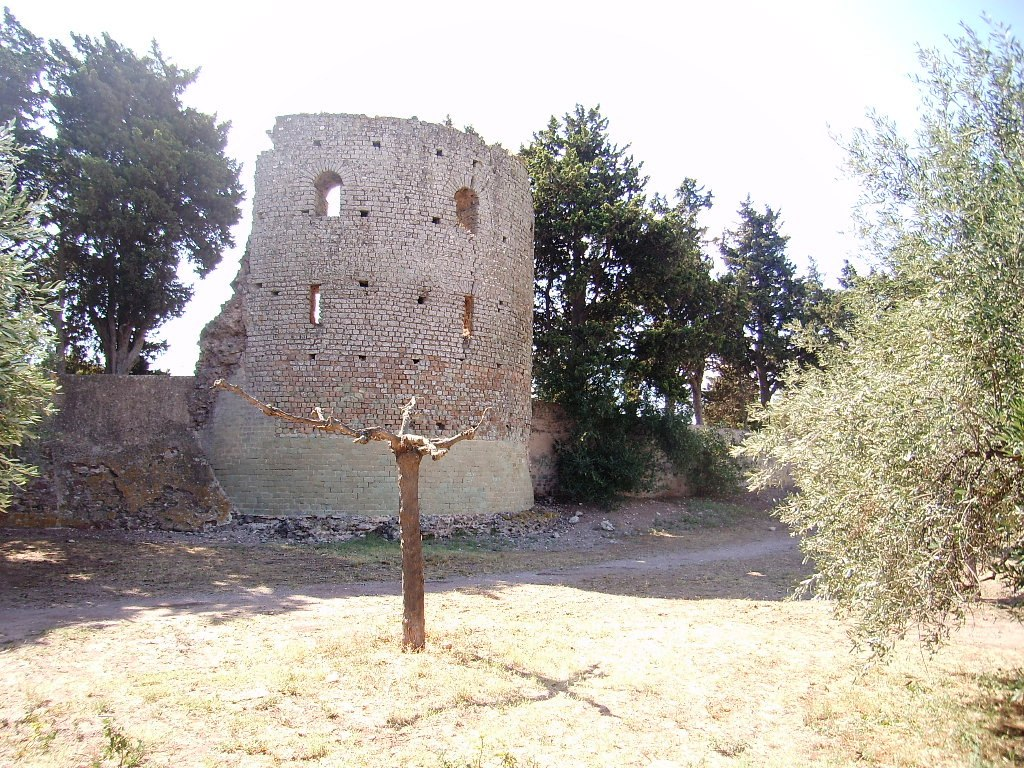
La tour des remparts de Fréjus antique